# Gaigirgordup
Pour les articles homonymes, voir El Porvenir.
Gaigirgordup (en kuna), anciennement El Porvenir (jusqu'au 30 juin 2016, prononcé en espagnol : [el poɾ.βeˈniɾ], espagnol : L'Avenir,) est la capitale de la comarque indigène Kuna Yala, au Panama.

## Géographie
Gaigirgordup est situé sur une petite île faisant partie de l'archipel de San Blas. Le village comprend une piste d'atterrissage (avec des vols hebdomadaires entre l’île et Panama), le Musée de la nation Kuna, un hôtel, des locaux administratifs et une coopérative artisanale. La population comporte environ une dizaine d’habitants.

## Histoire
Le village de El Porvenir est désigné comme capitale du comarque de Kuna Yala en 1915, à la suite d'une pétition du cacique Simral Colman au président Belisario Porras Barahona. 
Le 1er juillet 2016, le gouvernement panaméen, par le biais de la loi 32, El Porvenir récupére son nom autochtone et est renommé  Gaigirgordub.